# What Becomes of the Brokenhearted
"What Becomes of the Brokenhearted" là một đĩa đơn hit được thu âm bởi Jimmy Ruffin và phát hành với nhãn đĩa Motown Records' Soul mùa hè năm 1966. Ban nhạc Ireland Westlife phát hành một bản cover vào năm 2000.

## Bảng xếp hạng

### Bảng xếp hạng hàng tuần
| Bảng xếp hạng (1966) | Vị trí cao nhất |
| -------------------- | --------------- |
| Canada               | 18              |
| France               | 2               |
| UK                   | 8               |
| US Billboard Hot 100 | 7               |
| US Billboard R&B     | 6               |
| US Cash Box Top 100  | 9               |
| US Record World      | 7               |

| Bảng xếp hạng (1974) | Vị trí cao nhất |
| -------------------- | --------------- |
| Ireland (IRMA)       | 20              |
| UK                   | 4               |

### Bảng xếp hạng
| Bảng xếp hạng (1966) | Vị trí |
| -------------------- | ------ |
| US Billboard Hot 100 | 14     |
| US Cash Box Top 100  | 36     |

| Bảng xếp hạng (1974) | Vị trí |
| -------------------- | ------ |
| UK                   | 44     |